# 회뷔드보르가르스바이디

회뷔드보르가르스바이디 지역의 7개 지방 자치 단체

레이캬비크와 주변 지역

회뷔드보르가르스바이디(아이슬란드어: Höfuðborgarsvæðið, 뜻은 '수도 구역')는 아이슬란드의 8지역 중 하나로 레이캬비크와 지방 자치 단체 7곳을 통칭해서 부른다.. 이 지역은 아이슬란드에서 가장 큰 도시권이다. 각 지자체는 독립적인 선거 평의회를 갖고있다. 이 지역의 인구는 200,852명으로 아이슬란드 전체 면적의 1%도 안되지만 인구는 60%이상을 차지한다.

## 면적과 인구
회뷔드보르가르스바이디에는 8개의 지방자치단체가 있다. 레이캬비크에는 이 지역에서 가장 많은 118,427명이 거주하고 있으며 쿄사르흐레퓌르에는 이 지역에서 가장 적은 195명이 거주하고 있다. 또한 쿄사르흐레퓌르는 8개 지자체 중 면적이 287.73km2로 가장 크며 셀티아르드나르드네스는 면적이 2.31km2로 8개 지자체 중 가장 작다.
| 지방자치단체         | 인구    | 면적 (km2) | 인구밀도 (/km2) |
| -------------------- | ------- | ---------- | --------------- |
| 레이캬비크           | 118,427 | 277.10     | 427             |
| 코파보귀르           | 30,314  | 83.74      | 362             |
| 하프나르피외르뒤르   | 25,872  | 143.33     | 181             |
| 가르다바이르         | 10,587  | 68.52      | 155             |
| 모스펠스바이르       | 8,527   | 193.66     | 44              |
| 셀티아르드나르드네스 | 4,406   | 2.31       | 1,907           |
| 아울프타네스         | 2,524   | 5.85       | 431             |
| 쿄사르흐레퓌르       | 195     | 287.73     | 0.7             |
| 합계                 | 200,852 | 1,062.24   | 189             |